# Поліщук Федір Васильович
Федір Васильович Поліщук (рос. Фёдор Васильевич Полищук; 4 липня 1979, с. Колодисте, Чернігівська область, СРСР) — казахський хокеїст, центральний нападник. 
Вихованець хокейної школи «Торпедо» (Усть-Каменогорськ). Виступав за «Торпедо» (Усть-Каменогорськ), «Металург» (Новокузнецьк), СКА (Санкт-Петербург), «Барис» (Астана) і «Астана». У Континентальній хокейній лізі - 386 (31+61), у Кубку Гагаріна — 34 (4+1).
У складі національної збірної Казахстану учасник зимових Олімпійських ігор 2006 (5 матчів, 0+1), учасник чемпіонатів світу 2000 (група B), 2001 (дивізіон I), 2002 (дивізіон I), 2003 (дивізіон I), 2004, 2005, 2011 (дивізіон I), 2012, 2013 (дивізіон І), 2014, 2015 (дивізіон І). У складі молодіжної збірної Казахстану учасник чемпіонату світу 1999.